# 청령역
청령역(Cheongnyeong station, 靑令驛)은 경상북도 경주시 안강읍 청령리에 있는 동해선의 역이었다. 한국철도공사에서 운영하였으며 죽동역과 양자동역처럼 1면 1선의 단선 승강장을 갖추고 있었다.

## 역사
- 1967년 5월 27일 : 무배치간이역으로 영업을 개시[1]
- 1967년 9월 1일 : 을종승차권 대매소로 지정[2]
- 1988년 4월 10일 : 을종승차권 대매소 중지(차내취급)
- 2007년 6월 1일 : 여객 취급 중단
- 2013년 11월 7일 : 부산진 기점 118.5km로 변경[3]
- 2016년 4월 29일 : 부산진 기점 117.8km로 변경[4]
- 2021년 8월 26일 : 부산진 기점 116.9km 로 변경[5]
- 2021년 12월 28일 : 폐역

## 사진

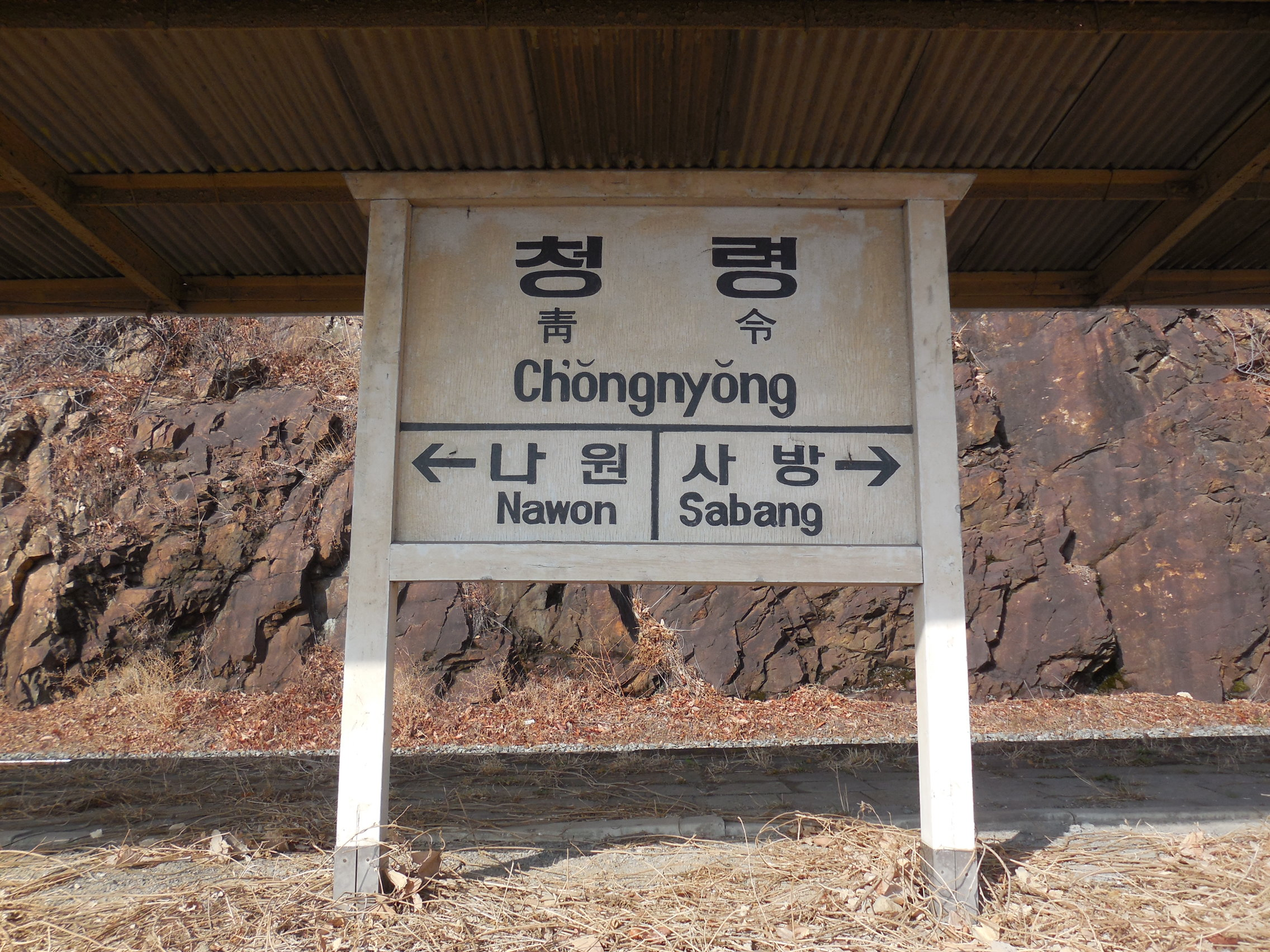
역명판
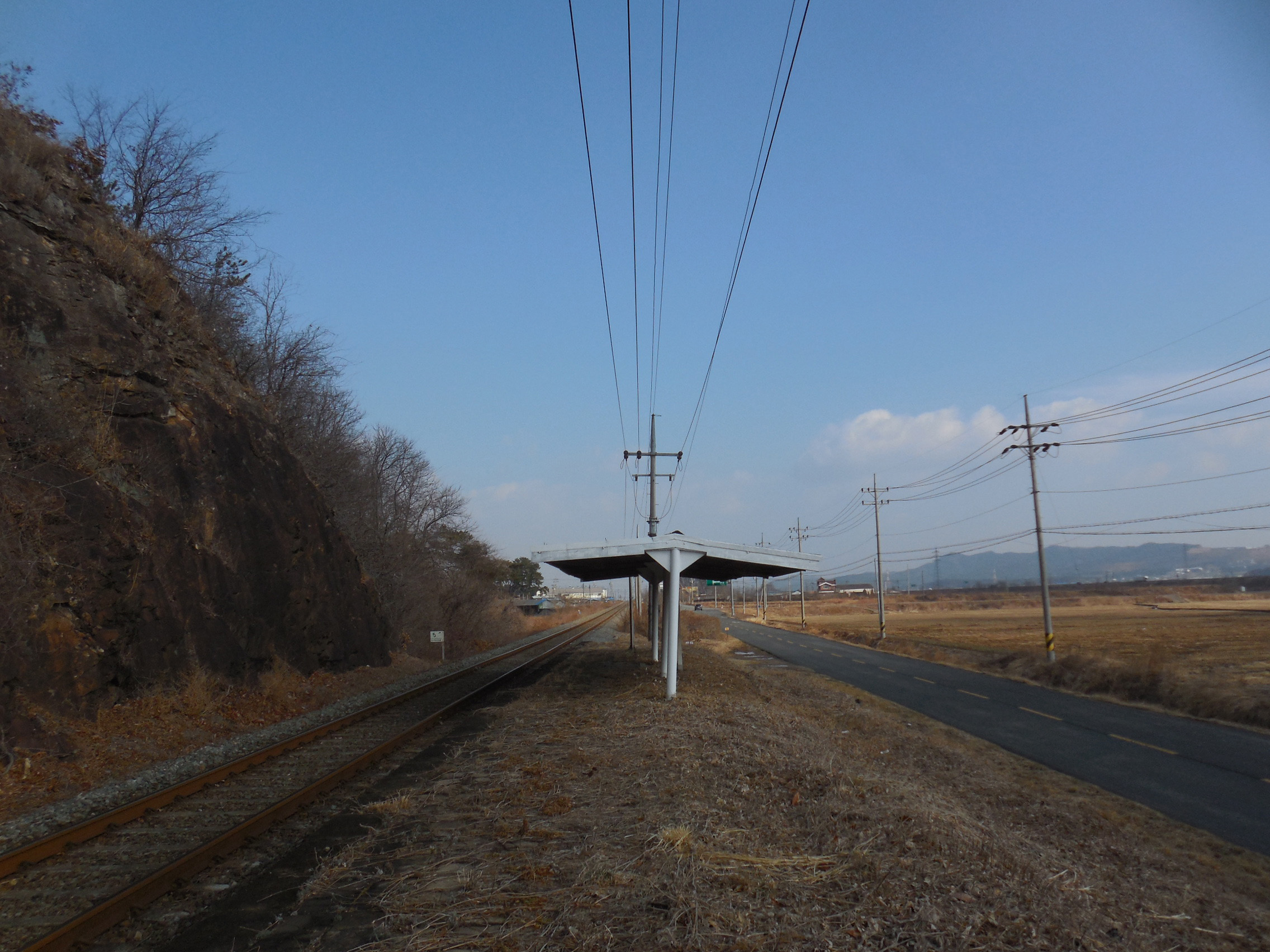
승강장
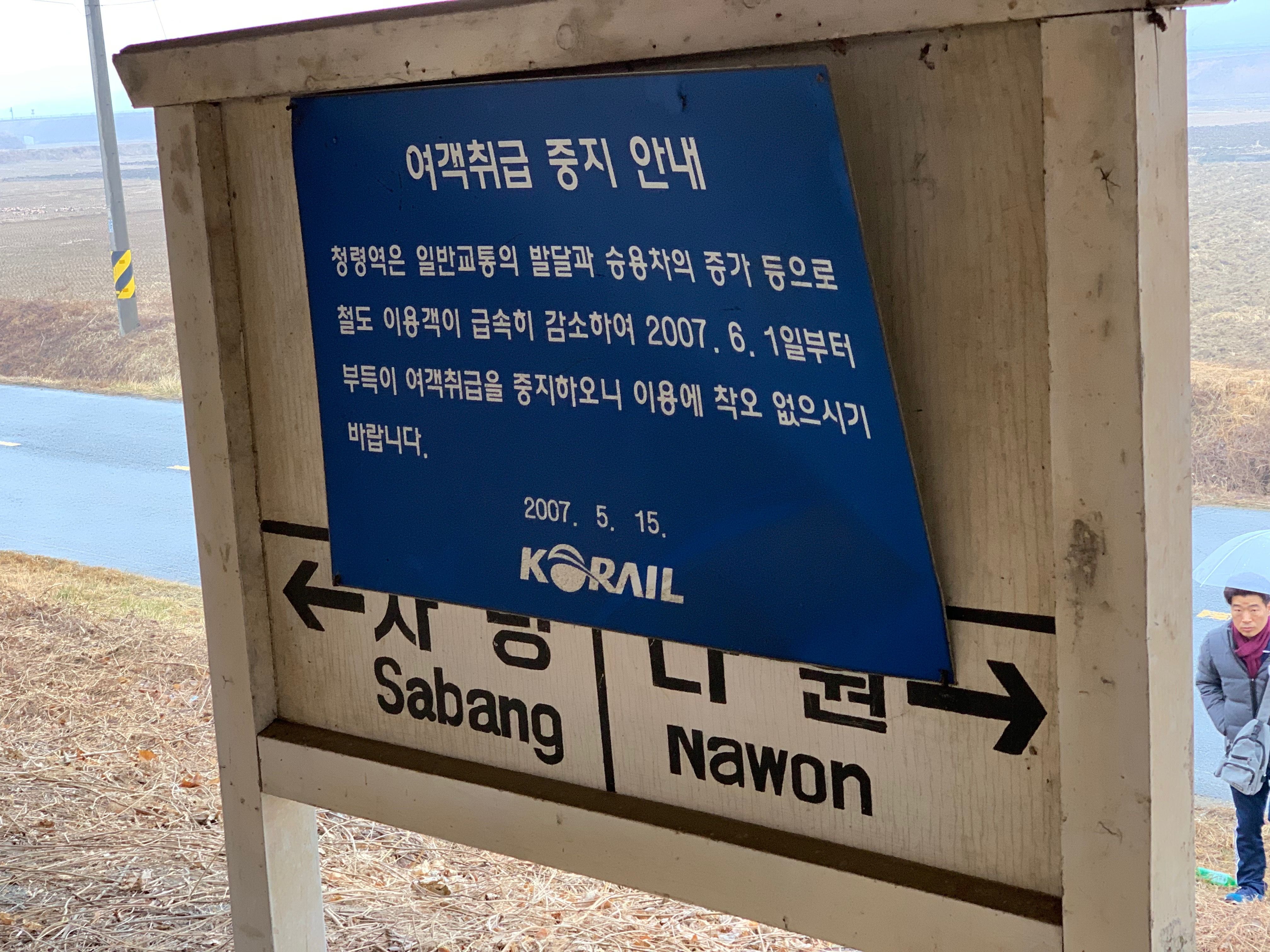
여객취급 중지 안내문